# Арденны (горы)
Арде́нны (лат. Arduenna Silva, валлон. Årdene, нидерл. и люкс. Ardennen, фр. Ardennes, Ardenne) — горная система и край обширных лесов в Бельгии, Люксембурге, Германии и Франции.

## География
Арденны представляют собой западную оконечность Рейнских Сланцевых гор и расположены между долинами рек Маас, Мозель и Самбра. На востоке они переходят в горный массив Айфель, на западе и севере — в низменности. Различают Высокие и Низкие Арденны. Высокие Арденны лежат к северу от реки Урт. Здесь можно найти вершины свыше 600 м. Наибольшая высота — 694 м, это гора Ботранж на крайнем востоке Бельгии, в провинции Льеж. Другой пик, высота которого 652 м, Барак-де-Фретюр, находится на севере провинции Люксембург. Низкие Арденны расположены на юго-западе, в провинциях Эно, Намюр, Люксембург и в соседней Франции.
Арденны образуют широкое, часто совершенно плоское или немного всхолмлённое нагорье, средние высоты которого приближаются к 400 м. Только скалы, и в особенности многочисленные глубокие и крутые речные долины, а также встречающиеся полосами густые леса придают им характер горной страны. Леса, большей частью лиственные (дуб и бук с берёзой, ольхой, осиной и ясенем), реже — еловые, украшают склоны гор; встречаются и пастбища, кустарники, пустоши и болота. В лесах водятся дикие свиньи, олени и рыси.
Глубокая, местами узкая долина Мааса между Шарлевиль-Мезьером и Намюром прорезает всё нагорье с юга на север. Французский Шарлевиль-Мезьер и бельгийский Вервье — это и два самых больших города в Арденнах. Здесь берут начало и многочисленные малые реки — такие, как Амель, Урт и Семуа.
В Арденнских горах известны месторождения прекрасного строительного камня, сланца, железной, цинковой, свинцовой, медной и марганцевой руды, каменного угля.
Климат Арденн несколько холоднее, чем в окружающих их районах. Лето здесь жаркое и влажное, зима — холодная и долгая. Средние температуры января около −1 °С, июля — 14 °С. В зимние месяцы нередко бывает много снега. Эти места не очень населены.
По имени Арденнской горной системы назван департамент на северо-востоке Франции и один из французских регионов. В 2011 году на территории департамента Арденны был создан региональный природный парк того же названия общей площадью в 116 тыс. га.

## История и название
Название Арденн известно ещё с I века до н. э. «Ардуеннский лес, самый большой во всей Галлии», упоминается в «Записках о Галльской войне» Юлия Цезаря и «Географии» Страбона.
В силу ключевого стратегического положения Арденн в этом районе в ходе различных военных конфликтов неоднократно велись боевые действия, включая Арденнскую операцию (1914 г.) в Первую, Французскую кампанию (1940 г.) и Арденнскую операцию (1944—1945 гг.) во Вторую мировые войны.

## В культуре
- В честь галло-римской богини-покровительницы Ардуинны, эпонима Арденн, назван астероид (394) Ардуина, открытый в 1894 году.
- Арденский лес является местом действия в рыцарских романах, у Ариосто («Влюблённый Роланд»), в цикле романов Роджер Желязны «Хроники Амбера». «Если Амбер — первый из всех миров, то Арден — первый из лесов. В лесу ошеломляющей красоты растут деревья многих пород, сосны, дубы, клёны, каждое из которых величественно возвышается и приглашает погулять лишь тех посетителей, которым нравится лес. Юный Корвин проводил в том лесу часы, даже дни, и существует легенда, что он и сейчас живёт там».